# Notiophygus commodus
Notiophygus commodus is een keversoort uit de familie Discolomatidae. De wetenschappelijke naam van de soort is voor het eerst geldig gepubliceerd in 1953 door John.